# مورچه کاردیوکوندیلای امریی
مورچه کاردیوکوندیلای امریی (نام علمی: Cardiocondyla emeryi) نام یک گونه از سرده کاردیوکندیلا است. این گونه در آنگولا، بوتسوانا، کامرون، اتحاد قمر، غنا، کنیا، موزامبیک، نیجریه، رواندا، سنت هلن، عربستان سعودی، آفریقای جنوبی، سودان، تانزانیا، اوگاندا، امارات متحده عربی، یمن، زیمبابوه، بورنئو، جزایر کوک، فیجی، پلی نزی فرانسه، هاوایی، نیووی، ساموآ، تونگا، ماداگاسکار، موریس، سیشل، ایالات متحده آمریکا، باهاما، باربادوس، برمودا، برزیل، جزایر ویرجین بریتانیا، کاستاریکا، کوبا، جمهوری دومینیکن، اکوادور، جزایر گالاپاگوس، هائیتی، هندوراس، مکزیک، آنتیل هلند، پورتوریکو، جزایر تورکس و کایکوس، سری لانکا، تایلند، ویتنام، جزایر قناری، مصر و ایران یافت می‌شود.